# Método catártico
El método catártico es una técnica psicoterapéutica, que tuvo aplicación en los inicios del psicoanálisis, consistente en provocar un efecto terapéutico a través de la purga o descarga de afectos patógenos ligados a sucesos traumáticos a través de su evocación. La técnica fue creada por Joseph Breuer y desarrollada en colaboración con Sigmund Freud a finales del siglo XIX en Viena. El término deriva del término clásico griego katharsis (καθάρσις), utilizado por Platón y que significa 'purificación'.

## Antecedentes históricos
El método catártico fue usado y desarrollado por Breuer y Freud entre 1881 y 1895 como terapia contra los síntomas de las afecciones histéricas. Previamente, Jean Martin Charcot había intentado demostrar, a través de la aplicación de la hipnosis, que estas alteraciones tenían una causa psíquica y no orgánica. El método y su técnica fueron ilustrados por los dos autores en su tratado clínico Estudios sobre la histeria, publicado en 1895, donde se explica que fue Breuer el primero que lo utilizó en una terapia con una paciente histérica llamada Bertha Pappenheim (Anna O.) en 1881 y 1882. Anna O. ha pasado a los anales de la historia del psicoanálisis como un caso paradigmático, debido a la extravagante y sorprendente variedad de síntomas que presentaba. La desaparición de estos síntomas con la ayuda de esta terapia se sigue analizando en la actualidad. Fue la propia Pappenheim quien denominó la terapia limpieza de chimenea o cura del habla, aludiendo al efecto de limpieza y liberación del ánimo de la suciedad que la bloqueaba.